# Simulium dentatura
Simulium dentatura es una especie de insecto del género Simulium, familia Simuliidae, orden Diptera.
Fue descrita científicamente por Vorobets, 1984.